# 堀場秀孝
堀場 秀孝（ほりば ひでたか、1955年6月26日 - ）は、日本の政治家。長野県議会議員（2期）。長野県上田市出身。元プロ野球選手（捕手）。

## 経歴

### 野球選手として
中学時代に県大会優勝。丸子実業高在学時は春1回、夏2回、甲子園に正捕手として出場した。高校の後輩に桃井進がいる。
同校3年次の1974年に、作新学院高の江川卓、滝川高の中尾孝義らと受験合宿を行って、慶應義塾大学を受験したが、江川たちと一緒に不合格となった。江川が進路を変えて法政大学法学部第二部に入学し（のちに一部へ転籍）、1年生の秋のシーズンから法政大学野球部のエースとして活躍するのを尻目に、中尾と共に浪人による再挑戦の途を選び、一浪後の1975年に慶應義塾大学法学部法律学科に入学した。
慶應義塾大学に進学後は同校野球部に入部。1年生の春のシーズンの開幕戦から1978年の4年生の秋のシーズンの最終戦までの全ての試合に正捕手として出場し4年生時には主将を務めた。東京六大学野球リーグ戦に通算101試合出場し、396打数125安打、11本塁打、50打点、打率.316。ベストナイン1回。125安打は明治大学に1964年から1967年のシーズンまで在籍時の高田繁が打ち立てた右打者としての東京六大学野球の通算127安打に次ぐ。
1979年、慶應義塾大学卒業後、プロ入りを拒否し、創部されたばかりの社会人野球・プリンスホテルへと進む。同期入社に石毛宏典、中尾孝義、金森栄治がいる。社会人では中尾や当時捕手であった金森の存在もあって、彼らのプロ入りまでは野手としての出場が多かった。2年目にチーム初となる都市対抗野球では主将で臨み、中尾がマスクを被ったため、2回戦に代打出場して二塁打を放ったがこの試合で敗退。
1982年オフに、ドラフト外で広島東洋カープに入団。入団発表記者会見で、広島の正捕手の座を掴みつつあった同学年の達川光男について「タツなんて目じゃない」と発言し、度肝を抜いた。
プロ入り1年目の1983年から控え捕手として一軍に定着するが、同年の先発出場は4試合にとどまり、主に代打での出場が多かった。1985年に登録名を堀場英孝に変更。
1986年オフに自由契約となり、前年までの指揮官であった古葉監督が就任した横浜大洋ホエールズに移籍。
1987年は、4月後半から正捕手として起用され34試合に先発マスクを被る。しかしシーズン中盤には失速し、若菜嘉晴にポジションを奪還された。同年の大晦日に放送された『ビートたけしのスポーツ大将』のスピンオフ特番『元祖ビートたけしのマラソン野球』に出場し、草野球の投手相手に三振している。その後は代打としての出場が多く、1989年に再び自由契約となり、慶大の先輩藤田監督率いる読売ジャイアンツにテスト入団。
しかし、巨人では中尾の存在もあって一軍出場はなく1990年限りで現役を引退。現役時代晩年には、1987年限りで引退していた江川が取材に訪れた際「まだ（現役を）やってたのか?」とからかわれたという。
引退後は1991年からベースボール・マガジン社に入社して広告の仕事に携わり、1997年からは大阪近鉄バファローズ編成部係長となるも、2000年11月に退団。アマチュア野球指導者となった。

### 政治家として
2011年4月に実施された統一地方選挙長野県議会議員選挙に、上田市小県郡選挙区（定数4）から、元首相・羽田孜の後援会の推薦を受け、無所属として立候補し当選した。
当選後は、民主党・社会民主党系会派「改革・新風」に所属。民主党に入党し、同党長野県総支部連合会県民運動局長を務めた。
2015年4月、長野県議会議員選挙に民主党推薦無所属候補として立候補、無投票再選。
その後民主党、民進党を経て、2018年、国民民主党結成に際し同党に参加。
2019年3月、長野県議会議員選挙に国民民主党公認・新政信州推薦で立候補するも落選した。

## 人物
子供は二女。うち長女は「堀場れい」名義で女優等芸能活動経験があった。

## 詳細情報

### 年度別打撃成績
| 年 度     | 球 団     | 試 合 | 打 席 | 打 数 | 得 点 | 安 打 | 二 塁 打 | 三 塁 打 | 本 塁 打 | 塁 打 | 打 点 | 盗 塁 | 盗 塁 死 | 犠 打 | 犠 飛 | 四 球 | 敬 遠 | 死 球 | 三 振 | 併 殺 打 | 打 率 | 出 塁 率 | 長 打 率 | O P S |
| --------- | --------- | ----- | ----- | ----- | ----- | ----- | -------- | -------- | -------- | ----- | ----- | ----- | -------- | ----- | ----- | ----- | ----- | ----- | ----- | -------- | ----- | -------- | -------- | ----- |
| 1983      | 広島      | 27    | 35    | 31    | 3     | 5     | 2        | 0        | 1        | 10    | 3     | 0     | 0        | 0     | 0     | 2     | 1     | 2     | 12    | 1        | .161  | .257     | .323     | .580  |
| 1984      | 広島      | 26    | 34    | 30    | 3     | 7     | 0        | 0        | 2        | 13    | 8     | 1     | 0        | 0     | 0     | 4     | 0     | 0     | 9     | 1        | .233  | .324     | .433     | .757  |
| 1985      | 広島      | 24    | 32    | 21    | 2     | 4     | 0        | 0        | 0        | 4     | 2     | 1     | 0        | 0     | 1     | 10    | 2     | 0     | 5     | 0        | .190  | .438     | .190     | .628  |
| 1987      | 大洋      | 45    | 122   | 109   | 14    | 29    | 5        | 0        | 3        | 43    | 12    | 1     | 0        | 0     | 0     | 9     | 2     | 4     | 28    | 3        | .266  | .344     | .394     | .739  |
| 1988      | 大洋      | 45    | 49    | 44    | 1     | 13    | 4        | 0        | 0        | 17    | 10    | 0     | 0        | 0     | 0     | 4     | 0     | 1     | 16    | 1        | .295  | .367     | .386     | .754  |
| 1989      | 大洋      | 6     | 6     | 6     | 0     | 1     | 0        | 0        | 0        | 1     | 0     | 0     | 0        | 0     | 0     | 0     | 0     | 0     | 1     | 0        | .167  | .167     | .167     | .333  |
| 通算：6年 | 通算：6年 | 173   | 278   | 241   | 23    | 59    | 11       | 0        | 6        | 88    | 35    | 3     | 0        | 0     | 1     | 29    | 5     | 7     | 71    | 6        | .245  | .342     | .365     | .707  |

### 年度別守備成績
| 年度 | 試合数 | 企図数 | 許盗塁 | 盗塁刺 | 阻止率 | 失策 |
| ---- | ------ | ------ | ------ | ------ | ------ | ---- |
| 1983 | 13     | 2      | 2      | 0      | .000   | 0    |
| 1984 | 6      | 2      | 2      | 0      | .000   | 1    |
| 1985 | 9      | 5      | 4      | 1      | .200   | 0    |
| 1987 | 42     | 27     | 22     | 5      | .185   | 1    |
| 1988 | 3      | 1      | 1      | 0      | .000   | 1    |
| 通算 | 73     | 37     | 31     | 6      | .162   | 3    |

### 記録
- 初出場：1983年4月24日、対横浜大洋ホエールズ3回戦（徳山市野球場）、9回裏に金石昭人の代打で出場
- 初打席・初安打：同上、9回裏に斉藤明夫から単打
- 初打点：1983年5月12日、対読売ジャイアンツ5回戦（広島市民球場）、9回裏に長嶋清幸の代打として出場、角三男からサヨナラ適時二塁打
- 初先発出場：1983年8月19日、対ヤクルトスワローズ18回戦（明治神宮野球場）、7番・捕手として先発出場
- 初本塁打：1983年9月9日、対中日ドラゴンズ20回戦（広島市民球場）、8回裏に西田真二の代打として出場、都裕次郎から左越決勝ソロ

### 背番号
- 22 （1983年 - 1986年）
- 35 （1987年 - 1989年）
- 39 （1990年）

### 登録名
- 堀場 秀孝 （ほりば ひでたか、1983年 - 1984年）
- 堀場 英孝 （ほりば ひでたか、1985年 - 1990年）